# Пранцкунас, Гедиминас
Гедиминас Пранцкунас (лит. Gediminas Pranckūnas, 2 января 1944, Жеймялис, Литва — 29 марта 2015, Клайпеда, Литва) — советский и литовский актёр театра и кино, театральный режиссёр, директор Клайпедского драматического театра.

## Биография
Гедиминас Пранцкунас родился 2 января 1944 года в городке Жеймялис (Пакруойский район, Шяуляйский уезд Литвы). В 1949 году родители были сосланы в Сибирь как кулаки, в 1956 году они вернулись и жили в Латвии, т. к. им запретили жить в Литве (реабилитированы в 1988 году). Пранцкунас до 15 лет воспитывался тётей, сестрой отца. После окончания школы два с половиной года работал учителем истории, физкультуры в начальной школе, научился играть на баяне. В конце 1966 года поступил в драматическую студию Клайпедского драматического театра, после окончания которой стал актёром театра и одновременно киностудии. В дальнейшем в 1986 году закончил актёрский факультет Клайпедского филиала Литовской государственной консерватории.
С 1967 года играл в труппе Клайпедского драматического театра, где за 45 лет сыграл около 100 ролей. С 2001 года до конца жизни был директором театра.
Сыграл около 30 ролей в кино и на телевидении. Он вспоминал: „Из-за моей физиономии и стандартов советской эпохи приходилось играть только бандитов. Даже в фильме «Чёртова невеста» играл чёрта“.
Скоропостижно скончался 29 марта 2015 года на 72-м году жизни в Клайпеде.

## Работы в театре
- «Неоконченная пьеса» А. Чехов — Петрин, кредитор хозяйки
- «Записки Пиквикского клуба» Ч. Диккенс (реж. Повилас Гайдис) — судья
- «Перед отлётом в рай» С. Пошкус — Йонас
- «Франк Крук» С. Парульскис — Kапитан
- «Добрый человек из Сезуана» Б. Брехт — Второй бог
- «Кровавая свадьба» Ф. Г. Лорка — Месяц
- «Кьоджинские перепалки» К. Гольдони — Исидор

## Фильмография
1. 1970 — Мужское лето (Vyrų vasara) — член отряда «лесных братьев»
2. 1971 — Раны земли нашей (Žaizdos žemės mūsų) — эпизод
3. 1972 — Геркус Мантас (Herkus Mantas) — эпизод
4. 1972 — Капитан Джек (Kapteinis Džeks) — морской офицер
5. 1974 — Чёртова невеста (Velnio nuotaka) — чёрт
6. 1976 — Долгое путешествие к морю (Ilga kelionė prie jūros) — эпизод
7. 1976 — Первый рейс (Ленфильм) — Витас, механик на буксире, родом из Паневежиса (в титрах Г. Пранскунас)
8. 1977 — Почему плакали сосны (Ko verkė pušys?) — партизан
9. 1979 — Чёртово семя (Velnio sėkla) — эпизод
10. 1980 — Бумеранг (Мосфильм) — эпизод
11. 1980 — Путешествие в рай (Kelionė į rojų) — эпизод
12. 1981 — Добро ксёндза черти ловят (Kunigo naudą velniai gaudo) — урядник
13. 1981 — Дочь конокрада (Arkliavagio duktė) — русский жандарм-конвоир
14. 1987 — Вечное сияние (Amžinoji šviesa) — эпизод
15. 1987 — Выставка (Parodų rūmai) — Антанас, водитель «Волги» (в титрах С. Пранцкунас)
16. 1988 — Вилюс Каралюс (Vilius Karalius) — Пемпе
17. 1990—1992 — Марюс (СССР, Литва, Россия) — хозяин корчмы
18. 2000 — Жизнь Эльзы (Elze is Gilijos; Литва, Германия) — поставщик древесины
19. 2003 — Прокуроры (Prokurorai ; фильм 13-й «Сколько волка ни корми…») — Крастинис

## Награды
- Офицер Орден Заслуг (11 августа 2003 года, Португалия)[3].